# Alsóőr
Alsóőr (németül: Unterwart) község  Ausztriában Burgenland tartományban a Felsőőri járásban.

## Fekvése
Felsőőrtől 2 km-re délkeletre, a főúttal kissé távolabb helyezkedik el. Szinte egybeépült a szomszédos Vasvörösvárral.
A kataszteri közösségek Németciklény és Unterwart.

## Nevének eredete
Neve a határvidékre telepített őrökre utal. Névelőtagja a szomszédos Felsőőrtől különbözteti meg. A német Unterwart a magyar név tükörfordítása.

## Története
Árpád-kori magyar határőr település, amely akárcsak a szomszédos Felsőőr és Őrisziget, nemesi község volt. Első lakói a honfoglalást követően a nyugati gyepű védelmére ide telepített csatlakozott törzsek, főként székelyek voltak. A határőrök székely származására utal számos nyelvi sajátosság, valamint több régi nádas, dűlőút és domb neve. A határőrök számos kiváltsággal rendelkeztek. A település első írásos említése is ezek megerősítésével kapcsolatos. 1270-ben V. István magyar király megerősítette a IV. Bélától szerzett kiváltságokat a őrimagyarósdi besenyőknek, a Vas vármegyei őrségi lakosok elődeinek, őrnagyaik irányában való kötelezettségeiket, valamint maguk között ügyes bajaiknak mi módon való elintézését meghatározza és elrendeli, hogy a regedei végeken a nemes faluk Zala vármegye határától egész az úgynevezett Lug nevű helyig őröket állítani tartoznak. A kiváltságai között szerepelt, hogy ezek a szabad őrök az adózástól és a magán-földesúri bíráskodástól mentesek voltak. 1327. július 1.-én Óváron Károly Róbert király, az Újvár és Borostyánkő várak között tartózkodó királyi őröket (speculatores regales) nemcsak a régi (IV. Béla, V. István és IV. László) királyok idejében élvezett kiváltságaikban erősíti meg, hanem egyszersmind az országos nemesek közé is sorozza és részükre külön „őrnagyságot” (az átiratban: eörnaghsag) szervez. Ugyanekkor az őrnagyukká kinevezett Felső-őri (Péter fiának) Miklós ispánnak (comes) meghagyja, hogy szorgalmasan gyűjtse össze e nemes őröket régi lakóhelyükre, határaikat a szomszédosok határaitól különítse el, s általában őrizze és tartsa meg őket régi szabadságukban.
Később a határőr település védelmi jelentősége fokozatosan gyengült, szerepét pedig a várak vették át. Bár lakóinak kiváltságai továbbra is megmaradtak azok  áttértek a földművelésre, állattartásra. 1427-ben "Ewr", 1441-ben "Alsowewr", 1481-ben "Ewr", 1482-ben "Also Ewr", 1496-ban "Also Ewr" néven szerepel a korabeli forrásokban. 1427-ben Németújvár, 1441-ben Kőszeg, 1496-ban Vörösvár uradalmához tartozott.
Alsóőr határőrközösségként sohasem vált jobbágyfaluvá. Az itt élőknek mindig saját földtulajdonuk volt, jellegzetes kisbirtokszerkezet alakult ki. Teljes önállóságot azonban sohasem élveztek, ezért már a középkorban egy-egy végvári földesúr védnöksége alá tartoztak, és csak a 15. században jött létre hivatalosan az alsóőri nemesi közbirtokosság, azaz gyakorlatilag a falu saját nemesi önkormányzata.
Károly Róbert uralkodásától csaknem egy évszázadon át, 1428-ig nyugalmas időszak köszöntött az alsó- és felsőőri vidékre. Nemcsak az őrközségek területe, hanem azok tágabb határa is királyi birtok volt, szüneteltek a jogviták az őrök és a környékbeli földbirtokosok között. Ez az állapot 1428-ban szűnt meg, amikor Zsigmond magyar király a Garai családnak adományozta az itteni királyi uradalmakat. A Garaiak ekkor már negyedszázada sajátos védnökséget gyakoroltak az őrök felett. E változás tette szükségessé, hogy az őrök katonai szervezete közigazgatási és érdekképviseleti szerepeket is fölvegyen, és nemesi közösségként igazgassa a községeket, többek között Alsóőrt is. A 15. században a patronátus és a környék több ízben változott attól függően, hogy mikor melyik főúri család szövetkezett a királyi hatalommal vagy lázadt föl ellene. Az őrök az uralkodó erősödésének, az ellenségeskedő főurak elkergetésének általában a haszonélvezői voltak. Az itt fekvő erdők Mátyás király kedvelt vadászterületei közé tartoztak már csak a nyugatra tekintő külpolitikai és diplomáciai szempontok folytán is. Alsóőr határában, a Berda-hegy oldalában az uralkodó vadászkastélyt építtetett, amelyet később a törökök romboltak le. A romokat azonban senki sem takarította el. A helybeliek Halomnak nevezték el a rétet, ahol az épület valaha állt.
Az 1526. évi mohácsi vész után a magyar birodalom hanyatlása és a Habsburgok öröksége hamar éreztette hatását a falu mindennapjaiban is. I. Ferdinánd magyar király a Pinka völgyét és az őrközségeket 1530-ban a Christoph és Pantaleon von Ehrenreich testvérpár birtokába adta katonai szolgálataik ellenében. Az őriek az ősi magyar alkotmányra hivatkozva sikerrel tiltakoztak a döntés ellen a pozsonyi országgyűlésen. Az 1547. november 15-ére Nagyszombatba összehívott országgyűlés, amely végül 1547 decemberében zajlott elismerte az őriek nemességét, és megtiltotta nemesi jogaik megsértését; az 1547. decemberi nagyszombati országgyűlés törvénykönyve végül 1548. február 22-én kelt. Ezt követően II. Rudolf magyar király állított ki 1582. február 18-án adománylevelet az alsó- és felsőőriek számára, amelyet 1611. február 16-án II. Mátyás magyar király is megerősített. Ezek kiadásában a jogszerűségen kívül valószínűleg ismét az játszott döntő szerepet, hogy a Bécs elleni ostromok során, illetve a törökkel folytatott háborúk miatt kialakuló politikai nyugtalanság idején a bécsi udvar biztosítani kívánta a katonai hagyományú népesség hűségét.
Luther és Kálvin tanait elsőkként a környező uradalmak birtokosai, így a Batthyányak vették fel. Mivel vidékünkön is a „cuius regio, eius religo" (a földesúri fennhatóság határozta meg a hitet) elve érvényesült s az őriek a szomszédos főurak befolyása alatt álltak, ők is igyekeztek az új vallási irányzatokat követni. Az alsóőriek Luther Márton követői lettek. Németújvárat II. Lajos magyar király 1524-ben Batthyány Ferencnek adományozta és ettől fogva ennek a családnak a birtokában maradt. Batthyány Boldizsár (1542-1590), akit Pestolocius 1570 körül megnyert az új tanoknak, Luther Márton híve lett. Batthyány Boldizsár Zrínyi Dorottyát, a szigetvári hős leányát vette feleségül. Mind a ketten lutheránusok voltak és ettől az időtől fogva az új vallás a Batthyányak uradalmához tartozó községekben még inkább terjedt.
A falunak már 1368-ban volt temploma. 1529-ben és 1532-ben elpusztította a török, de mindig újjáépítették. 1580 körül lakossága a protestáns hitre tért át. A templom is az reformátusok kezére került. 1605-ben Bocskai, 1619 – 1621-ben Bethlen Gábor oldalán harcoltak lakói. 1683-ban a Bécs ellen vonuló török hadak rabolták ki. Lakói az ellenreformáció hatására visszatértek a katolikus hitre és ezután a környező településekkel ellentétben lakossága tiszta katolikus volt. Alsóőrnek 1697-ben – Kazó István főesperes vizitációs jelentése szerint – kazettás mennyezetű fatemploma volt. Ez a templom a falu főterén, a hösi emlékmű helyén állt. 1797-ig a Felsőőr plébániához tartozott, majd önálló káplán működött itt, végül 1808-ban önálló plébánia lett. A mezőgazdaság mellett virágzott a kereskedelem és az ipar is. A 19. században lakói még többféle kézműves és kereskedelmi tevékenységet folytattak. A ruhakészítők például saját céhet hoztak létre, a templomban zászlójukat még ma is őrzik.
Vályi András szerint " Alsó, és Felső Őr. Két falu Vas Várm. Alsó Őrnek földes Urai több Urak, Felső Őrnek pedig G. Battyháni Uraság, lakosai külömbfélék, fekszenek Pinka vize mellett, határjaik jól termők, vagyonnyaik jelesek, lakosaik jó lovakat is neveltek."
Fényes Elek szerint " Alsó-Őr, Unter-Wart, magyar falu, Vas vmegyében, csupa német faluktól környezve, a Pinka vize mellett, ut. p. Kőszeg. Lakja 1150 kath., kik többnyire nemesek, s utódai azon Őröknek, kik Magyarország határát Németország felől védték. Kath. paroch. templom. Szántóföldjei soványak, de rétjei kövérek és jó szénát adnak. Lakosai felette szorgalmasok; sok lent termesztenek; gyolcsot, posztót csinálnak; erős és csontos lovakat tenyésztenek. Nemesek birják."
Fényes Elek szerint „Felső-Őr, Ober-Wart, magyar falu, Vas vmegyében, A. Őrtől északra 1 órányira, ugyancsak a Pinka mellett, az Ausztriába és Stájerországba vivő országutban, 613 kath., 1400 reform., 300 evang. 10 zsidó lak. Mind a három felekezetnek van saját temploma, papja és iskolája. Határa nagy ugyan, de a népességhez képest szűk. Szántóföldjei csak közép termékenységüek; rétjei azonban jók. Erdeje, legelője elég. Lakosai szorgalmuk végett elsők a megyében; mert azonkivül hogy a lentermesztés és szép lótenyésztés nagy divatjában van, még sok posztót, gyolcsot is szőnek, késeket és más vasműveket csinálnak, mesterségeket és igen élénk kereskedést folytatnak. – Mind Alsó mind Felső-Őr sok tekintetben igen nevezetes helységek. Először a többi magyaroktól elszakadva csupa német faluktól vétetnek körül, még is nem csak magyar nyelvünket, hanem a reformatusok hitüket is fentartották, holott ezen az egész vidéken reformatusok teljességgel nincsenek. Hogy Őrök voltak, s az ország határait a németek ellen védeni tartoztak, kitetszik I. Károly 1328-ki okleveléből, mellyben elismeri, hogy már Béla, István és Lásszló királyok alatt Őri nemes szabadsággal éltek. Különös az, hogy ez oklevélben az őriek Őrnagyság czimmel neveztetnek. Régi szabadságaikat Rudolf 1582. (február 18-án) megerősitvén, jelenleg (1851-ben) F(első). Őrben. 41 nemes család és 106 háznép, A(lsó). Őrben 26 nemzetség és 69 háznép találtatik. Jegyzésre való végre, hogy e nemzetségek többnyire vezeték nevökről neveztetnek, p. o. Ádám, Adorján, Albert, Andorkó, Balás, Bertha, Bertók, Fábián, Fülöp, Gál, Imre, Kázmér, Miklós, Orbán, Pál, Pongrácz, stb.” Ezek a felsőeőri és alsóeőri nemesi családoknak a listája: felsőeőri Ádám, felsőeőri Adorján, felsőeőri Alberth, felsőeőri Balla, felsőeőri Benkő, felsőeőri Bertha, felsőeőri Bertók, felsőeőri Bocskor, felsőeőri Csapó, felsőeőri Cseresnyés, felsőeőri Eördögh, felsőeőri Eőry, felsőeőri Fábián, felső- és alsóeőri Farkas, felsőeőri Filep, felsőeőri Fintha, felsőeőri Francsics, felsőeőri Gaál, felsőeőri Gángol, felsőeőri Gerőcz, felsőeőri György, felsőeőri Györök, felsőeőri Hagen, felsőeőri Hegedűs, felsőeőri Horváth, felsőeőri Imre, felsőeőri Jáky, felsőeőri Jost, felsőeőri Kántor, felsőeőri Kázmér, felsőeőri Kelemen, felsőeőri Kerecheny, felsőeőri Kiss, felsőeőri Kollár, felsőeőri Kristán, felsőeőri Lakner, felsőeőri Léb, felsőeőri Márkus, felsőeőri Merth, felsőeőri Miklós, felsőeőri Moór, felsőeőri Nagy, felsőeőri Osvald, felsőeőri Paál, felsőeőri Pap, felsőeőri Patthy, felsőeőri Pomagáits, felsőeőri Pongrácz, felsőeőri Pulay, felsőeőri Pyrker, felsőeőri Rába, felsőeőri Rusa, felsőeőri Seper, felsőeőri Siskó, felsőeőri Stettner, felsőeőri Szabó, felsőeőri Szalay, felsőeőri Szarka, felsőeőri Takács, felsőeőri Tiba, felsőeőri Török, felsőeőri Varga, felsőeőri Zámbó.
Vas vármegye monográfiája szerint " Alsó-Eör, nagyobb falu a Pinka patak mellett, melynek r. kath. ág. és ref. lakosai magyarok. Van 281 háza, a lélekszám 1603. Postája és távirója Vörösvár. Régi nemesi község, mely lótenyésztéséről ma is híres. Katholikus temploma a XVII. századból való."
1910-ben 1822 lakosa volt, melyből 1393 magyar, 419 német volt.
A félreeső helységet elkerülte a városiasodás, megmaradt egyszerű falunak, ahol lassúbb a fejlődés üteme és tovább él a magyar szó. A századfordulón, különösen az első világháború után a fiatalok nagy része a rossz gazdasági helyzet miatt kivándorolt Amerikába. 1921-ben színtiszta magyarsága  ellenére a háborúban szintén vesztes Ausztriához csatolták. A község fejlődése csak a második világháború után indult el. Új utcák épültek, renoválták a templomot és az iskolát, megépült a víz és csatornahálózat, bevezették az áramot, új községház, óvoda, tűzoltó szerház épült, szabályozták a Pinka folyót. A Fogyasztó piac és az Építőanyag piac telepítése megindította a község iparosítását, amely gazdasági, pénzügyi fellendülést hozott magával. Új kétemeletes lakóházak épültek, orvosi rendelő, vendéglő, szabadidőközpont létesült. 2001-ben a régi iskolaépületben magyar könyvtár létesült, 1919-óta dalárda és helyi színtársulat működik a településen. 1971-ben a szomszédos Németciklény községet csatolták hozzá.
2001-ben 964 lakosának 54%-a magyar, 37,7%-a német. Alsóőr ma a kevés magyar többségű helység egyike Burgenlandban.

## Nevezetességei
- Alexandriai Szent Katalin tiszteletére szentelt római katolikus temploma 1769-ben épült, 1833-ban bővítették, ekkor nyerte el mai formáját. Főoltárképének két oldalán Szent István és Szent Imre szobrai láthatók. A mellékoltárra a restaurálás során került a csíksomlyói kegyszobor (a "Napbaöltözött Asszony") kicsinyített mása.
- Alsóőri Tájmúzeum – jellegzetes tornácos parasztház, ahol 1973-ban nyitották meg a múzeumot a környéken gyűjtött régi szerszámokkal, edényekkel, bútorokkal és népművészeti tárgyakkal.

## Galéria

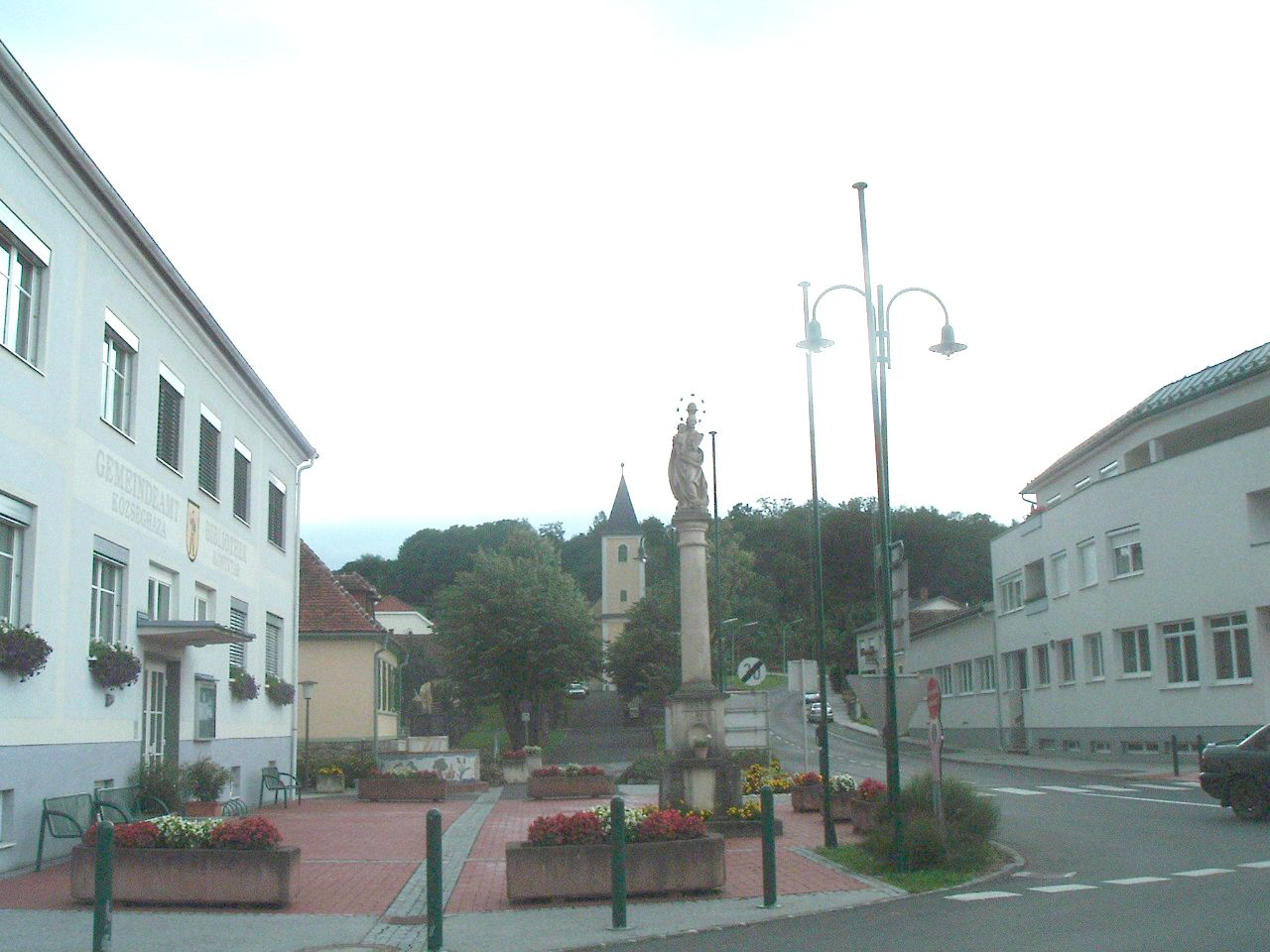
Alsóőr – Mária-oszlop és a templom
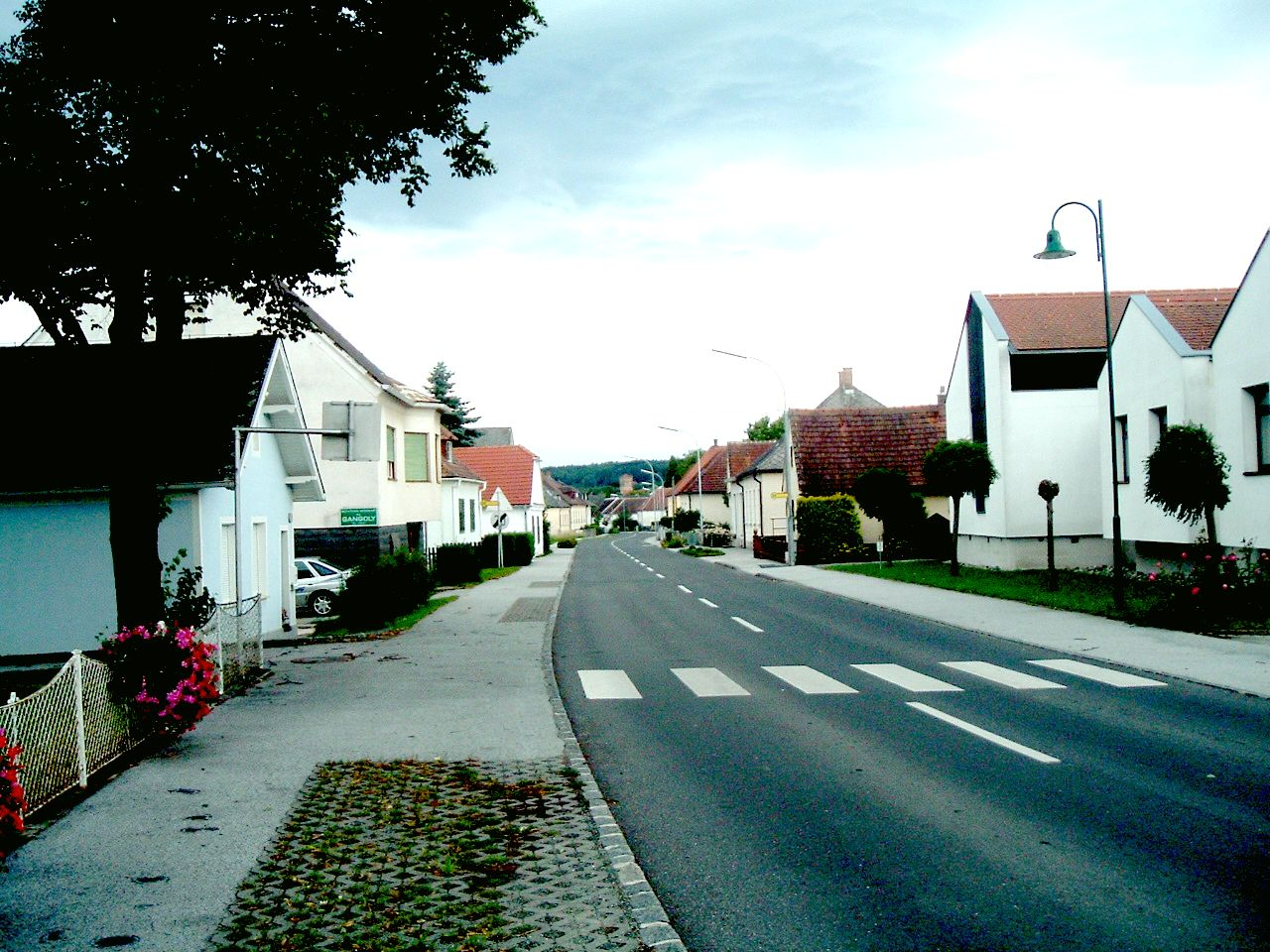
Alsóőr – utcarészlet